# Dawid Przepiórka
Dawid Przepiórka (22 décembre 1880 à Varsovie – avril 1940 à Varsovie) est un joueur d'échecs polonais, champion de Pologne en 1928 et compositeur d'études.

## Biographie et carrière
Dans les années 1920, Przepiórka  avait des résultats honorables dans les tournois internationaux et  s'imposa au tournoi de Munich en 1926 (devant Rudolf Spielmann et Efim Bogoljubov). Il gagna le premier championnat de Pologne organisé en 1928 et finit deuxième au tournoi de Gyor 1924 et à l'olympiade de La Haye 1928. Il termina troisième au tournoi de Hastings 1924-1925.
À partir de 1930, Przepiórka se consacra à l'organisation de compétitions d'échecs et devint membre du comité directeur de la FIDE. Sans ses efforts, y compris financiers, l'Olympiade d'échecs de 1935 n'aurait pu avoir lieu à Varsovie.
Il était éditeur de la revue Swiat Szachowy, mais c'est surtout comme problémiste que Przepiorka est reconnu. Il laisse 160 problèmes et études et a donné son nom à un thème : le « déclouage Przepiorka ».
En 1940, Przepiórka fut arrêté et tué par les nazis.

## Une partie
Dawid Przepiórka - Ladislav Prokeš, Budapest, 1929
1. d4 Cf6 2. Cf3 e6 3. e3 d5 4. Fd3 c5 5. c3 Cbd7 6. Cbd2 Fd6 7. 0-0 0-0 8. Te1 Dc7 9. e4 cxd4 10. cxd4 dxe4 11. Cxe4 b6 12. Fg5 Cxe4 13. Txe4 Fb7 14. Tc1 Db8 15. Th4 g6 16. Fb5 De8 17. Ce5 Fc8 18. Txc8 Dxc8 19. Fxd7 Dc7 20. Cg4 h5 21. Cf6+ Rg7 22. Cxh5+ gxh5 23. Dxh5 Th8 24. Fh6+ 1-0.

## Une fin de partie
|   | a | b | c | d | e | f | g | h |   |
| 8 | Tour noire sur case noire f8 · Roi noir sur case blanche g8 · Cavalier noir sur case noire a7 · Pion noir sur case noire c7 · Tour blanche sur case noire e7 · Fou noir sur case noire g7 · Pion noir sur case blanche h7 · Pion noir sur case blanche a6 · Pion noir sur case noire d6 · Dame noire sur case blanche b5 · Pion noir sur case noire c5 · Pion blanc sur case blanche d5 · Dame blanche sur case blanche f5 · Fou blanc sur case noire g5 · Pion blanc sur case noire h4 · Pion blanc sur case noire c3 · Pion blanc sur case noire g3 · Pion blanc sur case blanche a2 · Pion blanc sur case noire b2 · Pion blanc sur case noire f2 · Roi blanc sur case noire g1 | Tour noire sur case noire f8 · Roi noir sur case blanche g8 · Cavalier noir sur case noire a7 · Pion noir sur case noire c7 · Tour blanche sur case noire e7 · Fou noir sur case noire g7 · Pion noir sur case blanche h7 · Pion noir sur case blanche a6 · Pion noir sur case noire d6 · Dame noire sur case blanche b5 · Pion noir sur case noire c5 · Pion blanc sur case blanche d5 · Dame blanche sur case blanche f5 · Fou blanc sur case noire g5 · Pion blanc sur case noire h4 · Pion blanc sur case noire c3 · Pion blanc sur case noire g3 · Pion blanc sur case blanche a2 · Pion blanc sur case noire b2 · Pion blanc sur case noire f2 · Roi blanc sur case noire g1 | Tour noire sur case noire f8 · Roi noir sur case blanche g8 · Cavalier noir sur case noire a7 · Pion noir sur case noire c7 · Tour blanche sur case noire e7 · Fou noir sur case noire g7 · Pion noir sur case blanche h7 · Pion noir sur case blanche a6 · Pion noir sur case noire d6 · Dame noire sur case blanche b5 · Pion noir sur case noire c5 · Pion blanc sur case blanche d5 · Dame blanche sur case blanche f5 · Fou blanc sur case noire g5 · Pion blanc sur case noire h4 · Pion blanc sur case noire c3 · Pion blanc sur case noire g3 · Pion blanc sur case blanche a2 · Pion blanc sur case noire b2 · Pion blanc sur case noire f2 · Roi blanc sur case noire g1 | Tour noire sur case noire f8 · Roi noir sur case blanche g8 · Cavalier noir sur case noire a7 · Pion noir sur case noire c7 · Tour blanche sur case noire e7 · Fou noir sur case noire g7 · Pion noir sur case blanche h7 · Pion noir sur case blanche a6 · Pion noir sur case noire d6 · Dame noire sur case blanche b5 · Pion noir sur case noire c5 · Pion blanc sur case blanche d5 · Dame blanche sur case blanche f5 · Fou blanc sur case noire g5 · Pion blanc sur case noire h4 · Pion blanc sur case noire c3 · Pion blanc sur case noire g3 · Pion blanc sur case blanche a2 · Pion blanc sur case noire b2 · Pion blanc sur case noire f2 · Roi blanc sur case noire g1 | Tour noire sur case noire f8 · Roi noir sur case blanche g8 · Cavalier noir sur case noire a7 · Pion noir sur case noire c7 · Tour blanche sur case noire e7 · Fou noir sur case noire g7 · Pion noir sur case blanche h7 · Pion noir sur case blanche a6 · Pion noir sur case noire d6 · Dame noire sur case blanche b5 · Pion noir sur case noire c5 · Pion blanc sur case blanche d5 · Dame blanche sur case blanche f5 · Fou blanc sur case noire g5 · Pion blanc sur case noire h4 · Pion blanc sur case noire c3 · Pion blanc sur case noire g3 · Pion blanc sur case blanche a2 · Pion blanc sur case noire b2 · Pion blanc sur case noire f2 · Roi blanc sur case noire g1 | Tour noire sur case noire f8 · Roi noir sur case blanche g8 · Cavalier noir sur case noire a7 · Pion noir sur case noire c7 · Tour blanche sur case noire e7 · Fou noir sur case noire g7 · Pion noir sur case blanche h7 · Pion noir sur case blanche a6 · Pion noir sur case noire d6 · Dame noire sur case blanche b5 · Pion noir sur case noire c5 · Pion blanc sur case blanche d5 · Dame blanche sur case blanche f5 · Fou blanc sur case noire g5 · Pion blanc sur case noire h4 · Pion blanc sur case noire c3 · Pion blanc sur case noire g3 · Pion blanc sur case blanche a2 · Pion blanc sur case noire b2 · Pion blanc sur case noire f2 · Roi blanc sur case noire g1 | Tour noire sur case noire f8 · Roi noir sur case blanche g8 · Cavalier noir sur case noire a7 · Pion noir sur case noire c7 · Tour blanche sur case noire e7 · Fou noir sur case noire g7 · Pion noir sur case blanche h7 · Pion noir sur case blanche a6 · Pion noir sur case noire d6 · Dame noire sur case blanche b5 · Pion noir sur case noire c5 · Pion blanc sur case blanche d5 · Dame blanche sur case blanche f5 · Fou blanc sur case noire g5 · Pion blanc sur case noire h4 · Pion blanc sur case noire c3 · Pion blanc sur case noire g3 · Pion blanc sur case blanche a2 · Pion blanc sur case noire b2 · Pion blanc sur case noire f2 · Roi blanc sur case noire g1 | Tour noire sur case noire f8 · Roi noir sur case blanche g8 · Cavalier noir sur case noire a7 · Pion noir sur case noire c7 · Tour blanche sur case noire e7 · Fou noir sur case noire g7 · Pion noir sur case blanche h7 · Pion noir sur case blanche a6 · Pion noir sur case noire d6 · Dame noire sur case blanche b5 · Pion noir sur case noire c5 · Pion blanc sur case blanche d5 · Dame blanche sur case blanche f5 · Fou blanc sur case noire g5 · Pion blanc sur case noire h4 · Pion blanc sur case noire c3 · Pion blanc sur case noire g3 · Pion blanc sur case blanche a2 · Pion blanc sur case noire b2 · Pion blanc sur case noire f2 · Roi blanc sur case noire g1 | 8 |
| 7 | Tour noire sur case noire f8 · Roi noir sur case blanche g8 · Cavalier noir sur case noire a7 · Pion noir sur case noire c7 · Tour blanche sur case noire e7 · Fou noir sur case noire g7 · Pion noir sur case blanche h7 · Pion noir sur case blanche a6 · Pion noir sur case noire d6 · Dame noire sur case blanche b5 · Pion noir sur case noire c5 · Pion blanc sur case blanche d5 · Dame blanche sur case blanche f5 · Fou blanc sur case noire g5 · Pion blanc sur case noire h4 · Pion blanc sur case noire c3 · Pion blanc sur case noire g3 · Pion blanc sur case blanche a2 · Pion blanc sur case noire b2 · Pion blanc sur case noire f2 · Roi blanc sur case noire g1 | Tour noire sur case noire f8 · Roi noir sur case blanche g8 · Cavalier noir sur case noire a7 · Pion noir sur case noire c7 · Tour blanche sur case noire e7 · Fou noir sur case noire g7 · Pion noir sur case blanche h7 · Pion noir sur case blanche a6 · Pion noir sur case noire d6 · Dame noire sur case blanche b5 · Pion noir sur case noire c5 · Pion blanc sur case blanche d5 · Dame blanche sur case blanche f5 · Fou blanc sur case noire g5 · Pion blanc sur case noire h4 · Pion blanc sur case noire c3 · Pion blanc sur case noire g3 · Pion blanc sur case blanche a2 · Pion blanc sur case noire b2 · Pion blanc sur case noire f2 · Roi blanc sur case noire g1 | Tour noire sur case noire f8 · Roi noir sur case blanche g8 · Cavalier noir sur case noire a7 · Pion noir sur case noire c7 · Tour blanche sur case noire e7 · Fou noir sur case noire g7 · Pion noir sur case blanche h7 · Pion noir sur case blanche a6 · Pion noir sur case noire d6 · Dame noire sur case blanche b5 · Pion noir sur case noire c5 · Pion blanc sur case blanche d5 · Dame blanche sur case blanche f5 · Fou blanc sur case noire g5 · Pion blanc sur case noire h4 · Pion blanc sur case noire c3 · Pion blanc sur case noire g3 · Pion blanc sur case blanche a2 · Pion blanc sur case noire b2 · Pion blanc sur case noire f2 · Roi blanc sur case noire g1 | Tour noire sur case noire f8 · Roi noir sur case blanche g8 · Cavalier noir sur case noire a7 · Pion noir sur case noire c7 · Tour blanche sur case noire e7 · Fou noir sur case noire g7 · Pion noir sur case blanche h7 · Pion noir sur case blanche a6 · Pion noir sur case noire d6 · Dame noire sur case blanche b5 · Pion noir sur case noire c5 · Pion blanc sur case blanche d5 · Dame blanche sur case blanche f5 · Fou blanc sur case noire g5 · Pion blanc sur case noire h4 · Pion blanc sur case noire c3 · Pion blanc sur case noire g3 · Pion blanc sur case blanche a2 · Pion blanc sur case noire b2 · Pion blanc sur case noire f2 · Roi blanc sur case noire g1 | Tour noire sur case noire f8 · Roi noir sur case blanche g8 · Cavalier noir sur case noire a7 · Pion noir sur case noire c7 · Tour blanche sur case noire e7 · Fou noir sur case noire g7 · Pion noir sur case blanche h7 · Pion noir sur case blanche a6 · Pion noir sur case noire d6 · Dame noire sur case blanche b5 · Pion noir sur case noire c5 · Pion blanc sur case blanche d5 · Dame blanche sur case blanche f5 · Fou blanc sur case noire g5 · Pion blanc sur case noire h4 · Pion blanc sur case noire c3 · Pion blanc sur case noire g3 · Pion blanc sur case blanche a2 · Pion blanc sur case noire b2 · Pion blanc sur case noire f2 · Roi blanc sur case noire g1 | Tour noire sur case noire f8 · Roi noir sur case blanche g8 · Cavalier noir sur case noire a7 · Pion noir sur case noire c7 · Tour blanche sur case noire e7 · Fou noir sur case noire g7 · Pion noir sur case blanche h7 · Pion noir sur case blanche a6 · Pion noir sur case noire d6 · Dame noire sur case blanche b5 · Pion noir sur case noire c5 · Pion blanc sur case blanche d5 · Dame blanche sur case blanche f5 · Fou blanc sur case noire g5 · Pion blanc sur case noire h4 · Pion blanc sur case noire c3 · Pion blanc sur case noire g3 · Pion blanc sur case blanche a2 · Pion blanc sur case noire b2 · Pion blanc sur case noire f2 · Roi blanc sur case noire g1 | Tour noire sur case noire f8 · Roi noir sur case blanche g8 · Cavalier noir sur case noire a7 · Pion noir sur case noire c7 · Tour blanche sur case noire e7 · Fou noir sur case noire g7 · Pion noir sur case blanche h7 · Pion noir sur case blanche a6 · Pion noir sur case noire d6 · Dame noire sur case blanche b5 · Pion noir sur case noire c5 · Pion blanc sur case blanche d5 · Dame blanche sur case blanche f5 · Fou blanc sur case noire g5 · Pion blanc sur case noire h4 · Pion blanc sur case noire c3 · Pion blanc sur case noire g3 · Pion blanc sur case blanche a2 · Pion blanc sur case noire b2 · Pion blanc sur case noire f2 · Roi blanc sur case noire g1 | Tour noire sur case noire f8 · Roi noir sur case blanche g8 · Cavalier noir sur case noire a7 · Pion noir sur case noire c7 · Tour blanche sur case noire e7 · Fou noir sur case noire g7 · Pion noir sur case blanche h7 · Pion noir sur case blanche a6 · Pion noir sur case noire d6 · Dame noire sur case blanche b5 · Pion noir sur case noire c5 · Pion blanc sur case blanche d5 · Dame blanche sur case blanche f5 · Fou blanc sur case noire g5 · Pion blanc sur case noire h4 · Pion blanc sur case noire c3 · Pion blanc sur case noire g3 · Pion blanc sur case blanche a2 · Pion blanc sur case noire b2 · Pion blanc sur case noire f2 · Roi blanc sur case noire g1 | 7 |
| 6 | Tour noire sur case noire f8 · Roi noir sur case blanche g8 · Cavalier noir sur case noire a7 · Pion noir sur case noire c7 · Tour blanche sur case noire e7 · Fou noir sur case noire g7 · Pion noir sur case blanche h7 · Pion noir sur case blanche a6 · Pion noir sur case noire d6 · Dame noire sur case blanche b5 · Pion noir sur case noire c5 · Pion blanc sur case blanche d5 · Dame blanche sur case blanche f5 · Fou blanc sur case noire g5 · Pion blanc sur case noire h4 · Pion blanc sur case noire c3 · Pion blanc sur case noire g3 · Pion blanc sur case blanche a2 · Pion blanc sur case noire b2 · Pion blanc sur case noire f2 · Roi blanc sur case noire g1 | Tour noire sur case noire f8 · Roi noir sur case blanche g8 · Cavalier noir sur case noire a7 · Pion noir sur case noire c7 · Tour blanche sur case noire e7 · Fou noir sur case noire g7 · Pion noir sur case blanche h7 · Pion noir sur case blanche a6 · Pion noir sur case noire d6 · Dame noire sur case blanche b5 · Pion noir sur case noire c5 · Pion blanc sur case blanche d5 · Dame blanche sur case blanche f5 · Fou blanc sur case noire g5 · Pion blanc sur case noire h4 · Pion blanc sur case noire c3 · Pion blanc sur case noire g3 · Pion blanc sur case blanche a2 · Pion blanc sur case noire b2 · Pion blanc sur case noire f2 · Roi blanc sur case noire g1 | Tour noire sur case noire f8 · Roi noir sur case blanche g8 · Cavalier noir sur case noire a7 · Pion noir sur case noire c7 · Tour blanche sur case noire e7 · Fou noir sur case noire g7 · Pion noir sur case blanche h7 · Pion noir sur case blanche a6 · Pion noir sur case noire d6 · Dame noire sur case blanche b5 · Pion noir sur case noire c5 · Pion blanc sur case blanche d5 · Dame blanche sur case blanche f5 · Fou blanc sur case noire g5 · Pion blanc sur case noire h4 · Pion blanc sur case noire c3 · Pion blanc sur case noire g3 · Pion blanc sur case blanche a2 · Pion blanc sur case noire b2 · Pion blanc sur case noire f2 · Roi blanc sur case noire g1 | Tour noire sur case noire f8 · Roi noir sur case blanche g8 · Cavalier noir sur case noire a7 · Pion noir sur case noire c7 · Tour blanche sur case noire e7 · Fou noir sur case noire g7 · Pion noir sur case blanche h7 · Pion noir sur case blanche a6 · Pion noir sur case noire d6 · Dame noire sur case blanche b5 · Pion noir sur case noire c5 · Pion blanc sur case blanche d5 · Dame blanche sur case blanche f5 · Fou blanc sur case noire g5 · Pion blanc sur case noire h4 · Pion blanc sur case noire c3 · Pion blanc sur case noire g3 · Pion blanc sur case blanche a2 · Pion blanc sur case noire b2 · Pion blanc sur case noire f2 · Roi blanc sur case noire g1 | Tour noire sur case noire f8 · Roi noir sur case blanche g8 · Cavalier noir sur case noire a7 · Pion noir sur case noire c7 · Tour blanche sur case noire e7 · Fou noir sur case noire g7 · Pion noir sur case blanche h7 · Pion noir sur case blanche a6 · Pion noir sur case noire d6 · Dame noire sur case blanche b5 · Pion noir sur case noire c5 · Pion blanc sur case blanche d5 · Dame blanche sur case blanche f5 · Fou blanc sur case noire g5 · Pion blanc sur case noire h4 · Pion blanc sur case noire c3 · Pion blanc sur case noire g3 · Pion blanc sur case blanche a2 · Pion blanc sur case noire b2 · Pion blanc sur case noire f2 · Roi blanc sur case noire g1 | Tour noire sur case noire f8 · Roi noir sur case blanche g8 · Cavalier noir sur case noire a7 · Pion noir sur case noire c7 · Tour blanche sur case noire e7 · Fou noir sur case noire g7 · Pion noir sur case blanche h7 · Pion noir sur case blanche a6 · Pion noir sur case noire d6 · Dame noire sur case blanche b5 · Pion noir sur case noire c5 · Pion blanc sur case blanche d5 · Dame blanche sur case blanche f5 · Fou blanc sur case noire g5 · Pion blanc sur case noire h4 · Pion blanc sur case noire c3 · Pion blanc sur case noire g3 · Pion blanc sur case blanche a2 · Pion blanc sur case noire b2 · Pion blanc sur case noire f2 · Roi blanc sur case noire g1 | Tour noire sur case noire f8 · Roi noir sur case blanche g8 · Cavalier noir sur case noire a7 · Pion noir sur case noire c7 · Tour blanche sur case noire e7 · Fou noir sur case noire g7 · Pion noir sur case blanche h7 · Pion noir sur case blanche a6 · Pion noir sur case noire d6 · Dame noire sur case blanche b5 · Pion noir sur case noire c5 · Pion blanc sur case blanche d5 · Dame blanche sur case blanche f5 · Fou blanc sur case noire g5 · Pion blanc sur case noire h4 · Pion blanc sur case noire c3 · Pion blanc sur case noire g3 · Pion blanc sur case blanche a2 · Pion blanc sur case noire b2 · Pion blanc sur case noire f2 · Roi blanc sur case noire g1 | Tour noire sur case noire f8 · Roi noir sur case blanche g8 · Cavalier noir sur case noire a7 · Pion noir sur case noire c7 · Tour blanche sur case noire e7 · Fou noir sur case noire g7 · Pion noir sur case blanche h7 · Pion noir sur case blanche a6 · Pion noir sur case noire d6 · Dame noire sur case blanche b5 · Pion noir sur case noire c5 · Pion blanc sur case blanche d5 · Dame blanche sur case blanche f5 · Fou blanc sur case noire g5 · Pion blanc sur case noire h4 · Pion blanc sur case noire c3 · Pion blanc sur case noire g3 · Pion blanc sur case blanche a2 · Pion blanc sur case noire b2 · Pion blanc sur case noire f2 · Roi blanc sur case noire g1 | 6 |
| 5 | Tour noire sur case noire f8 · Roi noir sur case blanche g8 · Cavalier noir sur case noire a7 · Pion noir sur case noire c7 · Tour blanche sur case noire e7 · Fou noir sur case noire g7 · Pion noir sur case blanche h7 · Pion noir sur case blanche a6 · Pion noir sur case noire d6 · Dame noire sur case blanche b5 · Pion noir sur case noire c5 · Pion blanc sur case blanche d5 · Dame blanche sur case blanche f5 · Fou blanc sur case noire g5 · Pion blanc sur case noire h4 · Pion blanc sur case noire c3 · Pion blanc sur case noire g3 · Pion blanc sur case blanche a2 · Pion blanc sur case noire b2 · Pion blanc sur case noire f2 · Roi blanc sur case noire g1 | Tour noire sur case noire f8 · Roi noir sur case blanche g8 · Cavalier noir sur case noire a7 · Pion noir sur case noire c7 · Tour blanche sur case noire e7 · Fou noir sur case noire g7 · Pion noir sur case blanche h7 · Pion noir sur case blanche a6 · Pion noir sur case noire d6 · Dame noire sur case blanche b5 · Pion noir sur case noire c5 · Pion blanc sur case blanche d5 · Dame blanche sur case blanche f5 · Fou blanc sur case noire g5 · Pion blanc sur case noire h4 · Pion blanc sur case noire c3 · Pion blanc sur case noire g3 · Pion blanc sur case blanche a2 · Pion blanc sur case noire b2 · Pion blanc sur case noire f2 · Roi blanc sur case noire g1 | Tour noire sur case noire f8 · Roi noir sur case blanche g8 · Cavalier noir sur case noire a7 · Pion noir sur case noire c7 · Tour blanche sur case noire e7 · Fou noir sur case noire g7 · Pion noir sur case blanche h7 · Pion noir sur case blanche a6 · Pion noir sur case noire d6 · Dame noire sur case blanche b5 · Pion noir sur case noire c5 · Pion blanc sur case blanche d5 · Dame blanche sur case blanche f5 · Fou blanc sur case noire g5 · Pion blanc sur case noire h4 · Pion blanc sur case noire c3 · Pion blanc sur case noire g3 · Pion blanc sur case blanche a2 · Pion blanc sur case noire b2 · Pion blanc sur case noire f2 · Roi blanc sur case noire g1 | Tour noire sur case noire f8 · Roi noir sur case blanche g8 · Cavalier noir sur case noire a7 · Pion noir sur case noire c7 · Tour blanche sur case noire e7 · Fou noir sur case noire g7 · Pion noir sur case blanche h7 · Pion noir sur case blanche a6 · Pion noir sur case noire d6 · Dame noire sur case blanche b5 · Pion noir sur case noire c5 · Pion blanc sur case blanche d5 · Dame blanche sur case blanche f5 · Fou blanc sur case noire g5 · Pion blanc sur case noire h4 · Pion blanc sur case noire c3 · Pion blanc sur case noire g3 · Pion blanc sur case blanche a2 · Pion blanc sur case noire b2 · Pion blanc sur case noire f2 · Roi blanc sur case noire g1 | Tour noire sur case noire f8 · Roi noir sur case blanche g8 · Cavalier noir sur case noire a7 · Pion noir sur case noire c7 · Tour blanche sur case noire e7 · Fou noir sur case noire g7 · Pion noir sur case blanche h7 · Pion noir sur case blanche a6 · Pion noir sur case noire d6 · Dame noire sur case blanche b5 · Pion noir sur case noire c5 · Pion blanc sur case blanche d5 · Dame blanche sur case blanche f5 · Fou blanc sur case noire g5 · Pion blanc sur case noire h4 · Pion blanc sur case noire c3 · Pion blanc sur case noire g3 · Pion blanc sur case blanche a2 · Pion blanc sur case noire b2 · Pion blanc sur case noire f2 · Roi blanc sur case noire g1 | Tour noire sur case noire f8 · Roi noir sur case blanche g8 · Cavalier noir sur case noire a7 · Pion noir sur case noire c7 · Tour blanche sur case noire e7 · Fou noir sur case noire g7 · Pion noir sur case blanche h7 · Pion noir sur case blanche a6 · Pion noir sur case noire d6 · Dame noire sur case blanche b5 · Pion noir sur case noire c5 · Pion blanc sur case blanche d5 · Dame blanche sur case blanche f5 · Fou blanc sur case noire g5 · Pion blanc sur case noire h4 · Pion blanc sur case noire c3 · Pion blanc sur case noire g3 · Pion blanc sur case blanche a2 · Pion blanc sur case noire b2 · Pion blanc sur case noire f2 · Roi blanc sur case noire g1 | Tour noire sur case noire f8 · Roi noir sur case blanche g8 · Cavalier noir sur case noire a7 · Pion noir sur case noire c7 · Tour blanche sur case noire e7 · Fou noir sur case noire g7 · Pion noir sur case blanche h7 · Pion noir sur case blanche a6 · Pion noir sur case noire d6 · Dame noire sur case blanche b5 · Pion noir sur case noire c5 · Pion blanc sur case blanche d5 · Dame blanche sur case blanche f5 · Fou blanc sur case noire g5 · Pion blanc sur case noire h4 · Pion blanc sur case noire c3 · Pion blanc sur case noire g3 · Pion blanc sur case blanche a2 · Pion blanc sur case noire b2 · Pion blanc sur case noire f2 · Roi blanc sur case noire g1 | Tour noire sur case noire f8 · Roi noir sur case blanche g8 · Cavalier noir sur case noire a7 · Pion noir sur case noire c7 · Tour blanche sur case noire e7 · Fou noir sur case noire g7 · Pion noir sur case blanche h7 · Pion noir sur case blanche a6 · Pion noir sur case noire d6 · Dame noire sur case blanche b5 · Pion noir sur case noire c5 · Pion blanc sur case blanche d5 · Dame blanche sur case blanche f5 · Fou blanc sur case noire g5 · Pion blanc sur case noire h4 · Pion blanc sur case noire c3 · Pion blanc sur case noire g3 · Pion blanc sur case blanche a2 · Pion blanc sur case noire b2 · Pion blanc sur case noire f2 · Roi blanc sur case noire g1 | 5 |
| 4 | Tour noire sur case noire f8 · Roi noir sur case blanche g8 · Cavalier noir sur case noire a7 · Pion noir sur case noire c7 · Tour blanche sur case noire e7 · Fou noir sur case noire g7 · Pion noir sur case blanche h7 · Pion noir sur case blanche a6 · Pion noir sur case noire d6 · Dame noire sur case blanche b5 · Pion noir sur case noire c5 · Pion blanc sur case blanche d5 · Dame blanche sur case blanche f5 · Fou blanc sur case noire g5 · Pion blanc sur case noire h4 · Pion blanc sur case noire c3 · Pion blanc sur case noire g3 · Pion blanc sur case blanche a2 · Pion blanc sur case noire b2 · Pion blanc sur case noire f2 · Roi blanc sur case noire g1 | Tour noire sur case noire f8 · Roi noir sur case blanche g8 · Cavalier noir sur case noire a7 · Pion noir sur case noire c7 · Tour blanche sur case noire e7 · Fou noir sur case noire g7 · Pion noir sur case blanche h7 · Pion noir sur case blanche a6 · Pion noir sur case noire d6 · Dame noire sur case blanche b5 · Pion noir sur case noire c5 · Pion blanc sur case blanche d5 · Dame blanche sur case blanche f5 · Fou blanc sur case noire g5 · Pion blanc sur case noire h4 · Pion blanc sur case noire c3 · Pion blanc sur case noire g3 · Pion blanc sur case blanche a2 · Pion blanc sur case noire b2 · Pion blanc sur case noire f2 · Roi blanc sur case noire g1 | Tour noire sur case noire f8 · Roi noir sur case blanche g8 · Cavalier noir sur case noire a7 · Pion noir sur case noire c7 · Tour blanche sur case noire e7 · Fou noir sur case noire g7 · Pion noir sur case blanche h7 · Pion noir sur case blanche a6 · Pion noir sur case noire d6 · Dame noire sur case blanche b5 · Pion noir sur case noire c5 · Pion blanc sur case blanche d5 · Dame blanche sur case blanche f5 · Fou blanc sur case noire g5 · Pion blanc sur case noire h4 · Pion blanc sur case noire c3 · Pion blanc sur case noire g3 · Pion blanc sur case blanche a2 · Pion blanc sur case noire b2 · Pion blanc sur case noire f2 · Roi blanc sur case noire g1 | Tour noire sur case noire f8 · Roi noir sur case blanche g8 · Cavalier noir sur case noire a7 · Pion noir sur case noire c7 · Tour blanche sur case noire e7 · Fou noir sur case noire g7 · Pion noir sur case blanche h7 · Pion noir sur case blanche a6 · Pion noir sur case noire d6 · Dame noire sur case blanche b5 · Pion noir sur case noire c5 · Pion blanc sur case blanche d5 · Dame blanche sur case blanche f5 · Fou blanc sur case noire g5 · Pion blanc sur case noire h4 · Pion blanc sur case noire c3 · Pion blanc sur case noire g3 · Pion blanc sur case blanche a2 · Pion blanc sur case noire b2 · Pion blanc sur case noire f2 · Roi blanc sur case noire g1 | Tour noire sur case noire f8 · Roi noir sur case blanche g8 · Cavalier noir sur case noire a7 · Pion noir sur case noire c7 · Tour blanche sur case noire e7 · Fou noir sur case noire g7 · Pion noir sur case blanche h7 · Pion noir sur case blanche a6 · Pion noir sur case noire d6 · Dame noire sur case blanche b5 · Pion noir sur case noire c5 · Pion blanc sur case blanche d5 · Dame blanche sur case blanche f5 · Fou blanc sur case noire g5 · Pion blanc sur case noire h4 · Pion blanc sur case noire c3 · Pion blanc sur case noire g3 · Pion blanc sur case blanche a2 · Pion blanc sur case noire b2 · Pion blanc sur case noire f2 · Roi blanc sur case noire g1 | Tour noire sur case noire f8 · Roi noir sur case blanche g8 · Cavalier noir sur case noire a7 · Pion noir sur case noire c7 · Tour blanche sur case noire e7 · Fou noir sur case noire g7 · Pion noir sur case blanche h7 · Pion noir sur case blanche a6 · Pion noir sur case noire d6 · Dame noire sur case blanche b5 · Pion noir sur case noire c5 · Pion blanc sur case blanche d5 · Dame blanche sur case blanche f5 · Fou blanc sur case noire g5 · Pion blanc sur case noire h4 · Pion blanc sur case noire c3 · Pion blanc sur case noire g3 · Pion blanc sur case blanche a2 · Pion blanc sur case noire b2 · Pion blanc sur case noire f2 · Roi blanc sur case noire g1 | Tour noire sur case noire f8 · Roi noir sur case blanche g8 · Cavalier noir sur case noire a7 · Pion noir sur case noire c7 · Tour blanche sur case noire e7 · Fou noir sur case noire g7 · Pion noir sur case blanche h7 · Pion noir sur case blanche a6 · Pion noir sur case noire d6 · Dame noire sur case blanche b5 · Pion noir sur case noire c5 · Pion blanc sur case blanche d5 · Dame blanche sur case blanche f5 · Fou blanc sur case noire g5 · Pion blanc sur case noire h4 · Pion blanc sur case noire c3 · Pion blanc sur case noire g3 · Pion blanc sur case blanche a2 · Pion blanc sur case noire b2 · Pion blanc sur case noire f2 · Roi blanc sur case noire g1 | Tour noire sur case noire f8 · Roi noir sur case blanche g8 · Cavalier noir sur case noire a7 · Pion noir sur case noire c7 · Tour blanche sur case noire e7 · Fou noir sur case noire g7 · Pion noir sur case blanche h7 · Pion noir sur case blanche a6 · Pion noir sur case noire d6 · Dame noire sur case blanche b5 · Pion noir sur case noire c5 · Pion blanc sur case blanche d5 · Dame blanche sur case blanche f5 · Fou blanc sur case noire g5 · Pion blanc sur case noire h4 · Pion blanc sur case noire c3 · Pion blanc sur case noire g3 · Pion blanc sur case blanche a2 · Pion blanc sur case noire b2 · Pion blanc sur case noire f2 · Roi blanc sur case noire g1 | 4 |
| 3 | Tour noire sur case noire f8 · Roi noir sur case blanche g8 · Cavalier noir sur case noire a7 · Pion noir sur case noire c7 · Tour blanche sur case noire e7 · Fou noir sur case noire g7 · Pion noir sur case blanche h7 · Pion noir sur case blanche a6 · Pion noir sur case noire d6 · Dame noire sur case blanche b5 · Pion noir sur case noire c5 · Pion blanc sur case blanche d5 · Dame blanche sur case blanche f5 · Fou blanc sur case noire g5 · Pion blanc sur case noire h4 · Pion blanc sur case noire c3 · Pion blanc sur case noire g3 · Pion blanc sur case blanche a2 · Pion blanc sur case noire b2 · Pion blanc sur case noire f2 · Roi blanc sur case noire g1 | Tour noire sur case noire f8 · Roi noir sur case blanche g8 · Cavalier noir sur case noire a7 · Pion noir sur case noire c7 · Tour blanche sur case noire e7 · Fou noir sur case noire g7 · Pion noir sur case blanche h7 · Pion noir sur case blanche a6 · Pion noir sur case noire d6 · Dame noire sur case blanche b5 · Pion noir sur case noire c5 · Pion blanc sur case blanche d5 · Dame blanche sur case blanche f5 · Fou blanc sur case noire g5 · Pion blanc sur case noire h4 · Pion blanc sur case noire c3 · Pion blanc sur case noire g3 · Pion blanc sur case blanche a2 · Pion blanc sur case noire b2 · Pion blanc sur case noire f2 · Roi blanc sur case noire g1 | Tour noire sur case noire f8 · Roi noir sur case blanche g8 · Cavalier noir sur case noire a7 · Pion noir sur case noire c7 · Tour blanche sur case noire e7 · Fou noir sur case noire g7 · Pion noir sur case blanche h7 · Pion noir sur case blanche a6 · Pion noir sur case noire d6 · Dame noire sur case blanche b5 · Pion noir sur case noire c5 · Pion blanc sur case blanche d5 · Dame blanche sur case blanche f5 · Fou blanc sur case noire g5 · Pion blanc sur case noire h4 · Pion blanc sur case noire c3 · Pion blanc sur case noire g3 · Pion blanc sur case blanche a2 · Pion blanc sur case noire b2 · Pion blanc sur case noire f2 · Roi blanc sur case noire g1 | Tour noire sur case noire f8 · Roi noir sur case blanche g8 · Cavalier noir sur case noire a7 · Pion noir sur case noire c7 · Tour blanche sur case noire e7 · Fou noir sur case noire g7 · Pion noir sur case blanche h7 · Pion noir sur case blanche a6 · Pion noir sur case noire d6 · Dame noire sur case blanche b5 · Pion noir sur case noire c5 · Pion blanc sur case blanche d5 · Dame blanche sur case blanche f5 · Fou blanc sur case noire g5 · Pion blanc sur case noire h4 · Pion blanc sur case noire c3 · Pion blanc sur case noire g3 · Pion blanc sur case blanche a2 · Pion blanc sur case noire b2 · Pion blanc sur case noire f2 · Roi blanc sur case noire g1 | Tour noire sur case noire f8 · Roi noir sur case blanche g8 · Cavalier noir sur case noire a7 · Pion noir sur case noire c7 · Tour blanche sur case noire e7 · Fou noir sur case noire g7 · Pion noir sur case blanche h7 · Pion noir sur case blanche a6 · Pion noir sur case noire d6 · Dame noire sur case blanche b5 · Pion noir sur case noire c5 · Pion blanc sur case blanche d5 · Dame blanche sur case blanche f5 · Fou blanc sur case noire g5 · Pion blanc sur case noire h4 · Pion blanc sur case noire c3 · Pion blanc sur case noire g3 · Pion blanc sur case blanche a2 · Pion blanc sur case noire b2 · Pion blanc sur case noire f2 · Roi blanc sur case noire g1 | Tour noire sur case noire f8 · Roi noir sur case blanche g8 · Cavalier noir sur case noire a7 · Pion noir sur case noire c7 · Tour blanche sur case noire e7 · Fou noir sur case noire g7 · Pion noir sur case blanche h7 · Pion noir sur case blanche a6 · Pion noir sur case noire d6 · Dame noire sur case blanche b5 · Pion noir sur case noire c5 · Pion blanc sur case blanche d5 · Dame blanche sur case blanche f5 · Fou blanc sur case noire g5 · Pion blanc sur case noire h4 · Pion blanc sur case noire c3 · Pion blanc sur case noire g3 · Pion blanc sur case blanche a2 · Pion blanc sur case noire b2 · Pion blanc sur case noire f2 · Roi blanc sur case noire g1 | Tour noire sur case noire f8 · Roi noir sur case blanche g8 · Cavalier noir sur case noire a7 · Pion noir sur case noire c7 · Tour blanche sur case noire e7 · Fou noir sur case noire g7 · Pion noir sur case blanche h7 · Pion noir sur case blanche a6 · Pion noir sur case noire d6 · Dame noire sur case blanche b5 · Pion noir sur case noire c5 · Pion blanc sur case blanche d5 · Dame blanche sur case blanche f5 · Fou blanc sur case noire g5 · Pion blanc sur case noire h4 · Pion blanc sur case noire c3 · Pion blanc sur case noire g3 · Pion blanc sur case blanche a2 · Pion blanc sur case noire b2 · Pion blanc sur case noire f2 · Roi blanc sur case noire g1 | Tour noire sur case noire f8 · Roi noir sur case blanche g8 · Cavalier noir sur case noire a7 · Pion noir sur case noire c7 · Tour blanche sur case noire e7 · Fou noir sur case noire g7 · Pion noir sur case blanche h7 · Pion noir sur case blanche a6 · Pion noir sur case noire d6 · Dame noire sur case blanche b5 · Pion noir sur case noire c5 · Pion blanc sur case blanche d5 · Dame blanche sur case blanche f5 · Fou blanc sur case noire g5 · Pion blanc sur case noire h4 · Pion blanc sur case noire c3 · Pion blanc sur case noire g3 · Pion blanc sur case blanche a2 · Pion blanc sur case noire b2 · Pion blanc sur case noire f2 · Roi blanc sur case noire g1 | 3 |
| 2 | Tour noire sur case noire f8 · Roi noir sur case blanche g8 · Cavalier noir sur case noire a7 · Pion noir sur case noire c7 · Tour blanche sur case noire e7 · Fou noir sur case noire g7 · Pion noir sur case blanche h7 · Pion noir sur case blanche a6 · Pion noir sur case noire d6 · Dame noire sur case blanche b5 · Pion noir sur case noire c5 · Pion blanc sur case blanche d5 · Dame blanche sur case blanche f5 · Fou blanc sur case noire g5 · Pion blanc sur case noire h4 · Pion blanc sur case noire c3 · Pion blanc sur case noire g3 · Pion blanc sur case blanche a2 · Pion blanc sur case noire b2 · Pion blanc sur case noire f2 · Roi blanc sur case noire g1 | Tour noire sur case noire f8 · Roi noir sur case blanche g8 · Cavalier noir sur case noire a7 · Pion noir sur case noire c7 · Tour blanche sur case noire e7 · Fou noir sur case noire g7 · Pion noir sur case blanche h7 · Pion noir sur case blanche a6 · Pion noir sur case noire d6 · Dame noire sur case blanche b5 · Pion noir sur case noire c5 · Pion blanc sur case blanche d5 · Dame blanche sur case blanche f5 · Fou blanc sur case noire g5 · Pion blanc sur case noire h4 · Pion blanc sur case noire c3 · Pion blanc sur case noire g3 · Pion blanc sur case blanche a2 · Pion blanc sur case noire b2 · Pion blanc sur case noire f2 · Roi blanc sur case noire g1 | Tour noire sur case noire f8 · Roi noir sur case blanche g8 · Cavalier noir sur case noire a7 · Pion noir sur case noire c7 · Tour blanche sur case noire e7 · Fou noir sur case noire g7 · Pion noir sur case blanche h7 · Pion noir sur case blanche a6 · Pion noir sur case noire d6 · Dame noire sur case blanche b5 · Pion noir sur case noire c5 · Pion blanc sur case blanche d5 · Dame blanche sur case blanche f5 · Fou blanc sur case noire g5 · Pion blanc sur case noire h4 · Pion blanc sur case noire c3 · Pion blanc sur case noire g3 · Pion blanc sur case blanche a2 · Pion blanc sur case noire b2 · Pion blanc sur case noire f2 · Roi blanc sur case noire g1 | Tour noire sur case noire f8 · Roi noir sur case blanche g8 · Cavalier noir sur case noire a7 · Pion noir sur case noire c7 · Tour blanche sur case noire e7 · Fou noir sur case noire g7 · Pion noir sur case blanche h7 · Pion noir sur case blanche a6 · Pion noir sur case noire d6 · Dame noire sur case blanche b5 · Pion noir sur case noire c5 · Pion blanc sur case blanche d5 · Dame blanche sur case blanche f5 · Fou blanc sur case noire g5 · Pion blanc sur case noire h4 · Pion blanc sur case noire c3 · Pion blanc sur case noire g3 · Pion blanc sur case blanche a2 · Pion blanc sur case noire b2 · Pion blanc sur case noire f2 · Roi blanc sur case noire g1 | Tour noire sur case noire f8 · Roi noir sur case blanche g8 · Cavalier noir sur case noire a7 · Pion noir sur case noire c7 · Tour blanche sur case noire e7 · Fou noir sur case noire g7 · Pion noir sur case blanche h7 · Pion noir sur case blanche a6 · Pion noir sur case noire d6 · Dame noire sur case blanche b5 · Pion noir sur case noire c5 · Pion blanc sur case blanche d5 · Dame blanche sur case blanche f5 · Fou blanc sur case noire g5 · Pion blanc sur case noire h4 · Pion blanc sur case noire c3 · Pion blanc sur case noire g3 · Pion blanc sur case blanche a2 · Pion blanc sur case noire b2 · Pion blanc sur case noire f2 · Roi blanc sur case noire g1 | Tour noire sur case noire f8 · Roi noir sur case blanche g8 · Cavalier noir sur case noire a7 · Pion noir sur case noire c7 · Tour blanche sur case noire e7 · Fou noir sur case noire g7 · Pion noir sur case blanche h7 · Pion noir sur case blanche a6 · Pion noir sur case noire d6 · Dame noire sur case blanche b5 · Pion noir sur case noire c5 · Pion blanc sur case blanche d5 · Dame blanche sur case blanche f5 · Fou blanc sur case noire g5 · Pion blanc sur case noire h4 · Pion blanc sur case noire c3 · Pion blanc sur case noire g3 · Pion blanc sur case blanche a2 · Pion blanc sur case noire b2 · Pion blanc sur case noire f2 · Roi blanc sur case noire g1 | Tour noire sur case noire f8 · Roi noir sur case blanche g8 · Cavalier noir sur case noire a7 · Pion noir sur case noire c7 · Tour blanche sur case noire e7 · Fou noir sur case noire g7 · Pion noir sur case blanche h7 · Pion noir sur case blanche a6 · Pion noir sur case noire d6 · Dame noire sur case blanche b5 · Pion noir sur case noire c5 · Pion blanc sur case blanche d5 · Dame blanche sur case blanche f5 · Fou blanc sur case noire g5 · Pion blanc sur case noire h4 · Pion blanc sur case noire c3 · Pion blanc sur case noire g3 · Pion blanc sur case blanche a2 · Pion blanc sur case noire b2 · Pion blanc sur case noire f2 · Roi blanc sur case noire g1 | Tour noire sur case noire f8 · Roi noir sur case blanche g8 · Cavalier noir sur case noire a7 · Pion noir sur case noire c7 · Tour blanche sur case noire e7 · Fou noir sur case noire g7 · Pion noir sur case blanche h7 · Pion noir sur case blanche a6 · Pion noir sur case noire d6 · Dame noire sur case blanche b5 · Pion noir sur case noire c5 · Pion blanc sur case blanche d5 · Dame blanche sur case blanche f5 · Fou blanc sur case noire g5 · Pion blanc sur case noire h4 · Pion blanc sur case noire c3 · Pion blanc sur case noire g3 · Pion blanc sur case blanche a2 · Pion blanc sur case noire b2 · Pion blanc sur case noire f2 · Roi blanc sur case noire g1 | 2 |
| 1 | Tour noire sur case noire f8 · Roi noir sur case blanche g8 · Cavalier noir sur case noire a7 · Pion noir sur case noire c7 · Tour blanche sur case noire e7 · Fou noir sur case noire g7 · Pion noir sur case blanche h7 · Pion noir sur case blanche a6 · Pion noir sur case noire d6 · Dame noire sur case blanche b5 · Pion noir sur case noire c5 · Pion blanc sur case blanche d5 · Dame blanche sur case blanche f5 · Fou blanc sur case noire g5 · Pion blanc sur case noire h4 · Pion blanc sur case noire c3 · Pion blanc sur case noire g3 · Pion blanc sur case blanche a2 · Pion blanc sur case noire b2 · Pion blanc sur case noire f2 · Roi blanc sur case noire g1 | Tour noire sur case noire f8 · Roi noir sur case blanche g8 · Cavalier noir sur case noire a7 · Pion noir sur case noire c7 · Tour blanche sur case noire e7 · Fou noir sur case noire g7 · Pion noir sur case blanche h7 · Pion noir sur case blanche a6 · Pion noir sur case noire d6 · Dame noire sur case blanche b5 · Pion noir sur case noire c5 · Pion blanc sur case blanche d5 · Dame blanche sur case blanche f5 · Fou blanc sur case noire g5 · Pion blanc sur case noire h4 · Pion blanc sur case noire c3 · Pion blanc sur case noire g3 · Pion blanc sur case blanche a2 · Pion blanc sur case noire b2 · Pion blanc sur case noire f2 · Roi blanc sur case noire g1 | Tour noire sur case noire f8 · Roi noir sur case blanche g8 · Cavalier noir sur case noire a7 · Pion noir sur case noire c7 · Tour blanche sur case noire e7 · Fou noir sur case noire g7 · Pion noir sur case blanche h7 · Pion noir sur case blanche a6 · Pion noir sur case noire d6 · Dame noire sur case blanche b5 · Pion noir sur case noire c5 · Pion blanc sur case blanche d5 · Dame blanche sur case blanche f5 · Fou blanc sur case noire g5 · Pion blanc sur case noire h4 · Pion blanc sur case noire c3 · Pion blanc sur case noire g3 · Pion blanc sur case blanche a2 · Pion blanc sur case noire b2 · Pion blanc sur case noire f2 · Roi blanc sur case noire g1 | Tour noire sur case noire f8 · Roi noir sur case blanche g8 · Cavalier noir sur case noire a7 · Pion noir sur case noire c7 · Tour blanche sur case noire e7 · Fou noir sur case noire g7 · Pion noir sur case blanche h7 · Pion noir sur case blanche a6 · Pion noir sur case noire d6 · Dame noire sur case blanche b5 · Pion noir sur case noire c5 · Pion blanc sur case blanche d5 · Dame blanche sur case blanche f5 · Fou blanc sur case noire g5 · Pion blanc sur case noire h4 · Pion blanc sur case noire c3 · Pion blanc sur case noire g3 · Pion blanc sur case blanche a2 · Pion blanc sur case noire b2 · Pion blanc sur case noire f2 · Roi blanc sur case noire g1 | Tour noire sur case noire f8 · Roi noir sur case blanche g8 · Cavalier noir sur case noire a7 · Pion noir sur case noire c7 · Tour blanche sur case noire e7 · Fou noir sur case noire g7 · Pion noir sur case blanche h7 · Pion noir sur case blanche a6 · Pion noir sur case noire d6 · Dame noire sur case blanche b5 · Pion noir sur case noire c5 · Pion blanc sur case blanche d5 · Dame blanche sur case blanche f5 · Fou blanc sur case noire g5 · Pion blanc sur case noire h4 · Pion blanc sur case noire c3 · Pion blanc sur case noire g3 · Pion blanc sur case blanche a2 · Pion blanc sur case noire b2 · Pion blanc sur case noire f2 · Roi blanc sur case noire g1 | Tour noire sur case noire f8 · Roi noir sur case blanche g8 · Cavalier noir sur case noire a7 · Pion noir sur case noire c7 · Tour blanche sur case noire e7 · Fou noir sur case noire g7 · Pion noir sur case blanche h7 · Pion noir sur case blanche a6 · Pion noir sur case noire d6 · Dame noire sur case blanche b5 · Pion noir sur case noire c5 · Pion blanc sur case blanche d5 · Dame blanche sur case blanche f5 · Fou blanc sur case noire g5 · Pion blanc sur case noire h4 · Pion blanc sur case noire c3 · Pion blanc sur case noire g3 · Pion blanc sur case blanche a2 · Pion blanc sur case noire b2 · Pion blanc sur case noire f2 · Roi blanc sur case noire g1 | Tour noire sur case noire f8 · Roi noir sur case blanche g8 · Cavalier noir sur case noire a7 · Pion noir sur case noire c7 · Tour blanche sur case noire e7 · Fou noir sur case noire g7 · Pion noir sur case blanche h7 · Pion noir sur case blanche a6 · Pion noir sur case noire d6 · Dame noire sur case blanche b5 · Pion noir sur case noire c5 · Pion blanc sur case blanche d5 · Dame blanche sur case blanche f5 · Fou blanc sur case noire g5 · Pion blanc sur case noire h4 · Pion blanc sur case noire c3 · Pion blanc sur case noire g3 · Pion blanc sur case blanche a2 · Pion blanc sur case noire b2 · Pion blanc sur case noire f2 · Roi blanc sur case noire g1 | Tour noire sur case noire f8 · Roi noir sur case blanche g8 · Cavalier noir sur case noire a7 · Pion noir sur case noire c7 · Tour blanche sur case noire e7 · Fou noir sur case noire g7 · Pion noir sur case blanche h7 · Pion noir sur case blanche a6 · Pion noir sur case noire d6 · Dame noire sur case blanche b5 · Pion noir sur case noire c5 · Pion blanc sur case blanche d5 · Dame blanche sur case blanche f5 · Fou blanc sur case noire g5 · Pion blanc sur case noire h4 · Pion blanc sur case noire c3 · Pion blanc sur case noire g3 · Pion blanc sur case blanche a2 · Pion blanc sur case noire b2 · Pion blanc sur case noire f2 · Roi blanc sur case noire g1 | 1 |
|   | a | b | c | d | e | f | g | h |   |

1. Txg7+ Rxg7 (si 1. ... Rh8 2. Dxf8#) 2. Fh6 Rxh6 (si 2. ... Rg8 3. Df8#) 3. Dg5#